# Baron Brassey of Apethorpe
Baron Brassey of Apethorpe, of Apethorpe in the County of Northampton, ist ein erblicher britischer Adelstitel in der Peerage of the United Kingdom.
Familiensitz der Barone ist The Manor House bei Apethorpe in East Northamptonshire.

## Verleihung
Der Titel wurde am 26. Januar 1938 für den konservativen Unterhausabgeordneten Sir Henry Brassey, 1. Baronet, geschaffen. Diesem war bereits am 29. November 1922 in der Baronetage of the United Kingdom der fortan nachgeordnete Titel Baronet, of Apethorpe in the County of Northampton, verliehen worden.
Heutiger Titelinhaber ist seit 2015 dessen Urenkel Edward Brassey als 4. Baron.

## Liste der Barone Brassey of Apethorpe (1938)
- Henry Brassey, 1. Baron Brassey of Apethorpe (1870–1958)
- Bernard Brassey, 2. Baron Brassey of Apethorpe (1905–1967)
- David Brassey, 3. Baron Brassey of Apethorpe (1932–2015)
- Edward Brassey, 4. Baron Brassey of Apethorpe (* 1964)

Titelerbe (Heir apparent) ist der Sohn des aktuellen Titelinhabers, Hon. Christian Brassey (* 2003).